# サラサ

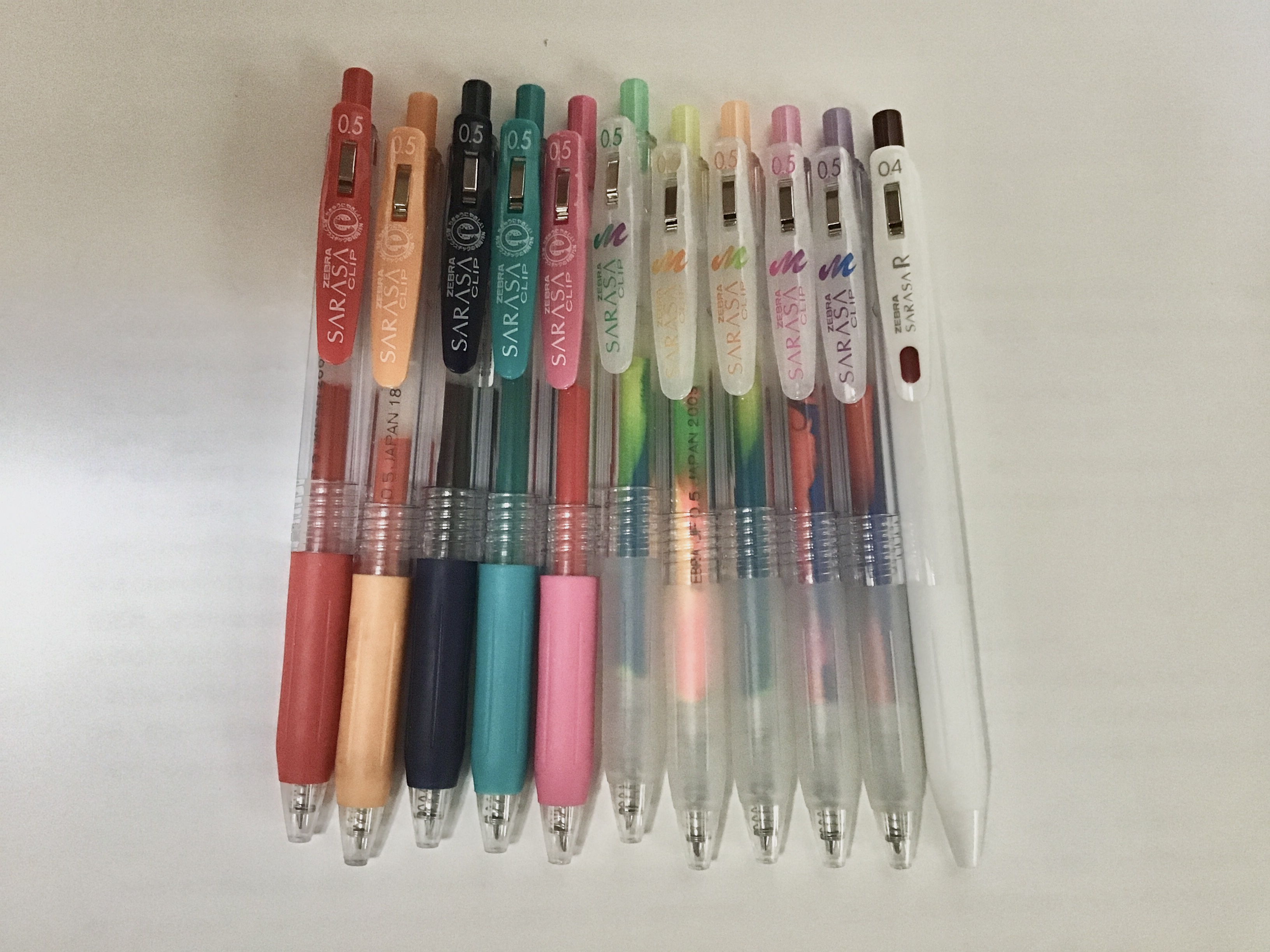
いろいろな種類・色のサラサ

サラサは、日本の文具メーカー「ゼブラ」が販売するゲルインクボールペンである。2000年に販売開始。
2003年に発売したサラサクリップは再生プラスチックの利用でのエコマーク認定商品。以後はこちらのラインナップを拡充するようになり、2000年モデルは次第に規模が縮小されていく。
2019年現在、同社が販売するゲルインクボールペンは全てSARASAブランドに統一されている（一部の限定品除く）。

## 概要
SARASAは他社のゲルインク製品より多機能化したものが多く、「サラサクリップ」のような可動式バインダークリップを有するゲルインクボールペンは、2012年にパイロット「ジュース」が発売されるまで他社にはなかった。
0.5mmはカラーバリエーションが非常に豊富で、特にサラサクリップのビンテージカラーは軸全体をインク色と同じ成形色にするこだわりが見られる（ただし、ダークブルーのインキ色はブルーブラックとなっている）。
2016年にはサラサとしては初、同社のゲルインクボールペンとしてもジェルビー以来となる1000円モデル「サラサグランド」が発売された。
2017年、文房具ウェブマガジン「毎日、文房具。」による企画運営の下、インク色の人気投票を行う公式企画「SRS46カラフル総選挙」が開催された。投票所が設置された店舗と特設サイトからの投票により、当時のサラサクリップ46色の中から「ブルーブラック/ダークブルー」が1位に選ばれた。
2018年3月、「プレフィール」に代わるカスタマイズ筆記具として「サラサセレクト」が発売。豊富なカラーリフィル数本を1つの本体にセット出来ることを前面に打ち出した。
2018年7月、公式ムック本『ゼブラ完全ガイドブック』（実務教育出版）の付録として、クリスタル（ボールペン）とマッキーを模したデザインのサラサクリップ5種が付属した。

## ラインナップ
- サラサ 0.5/0.7/1.0

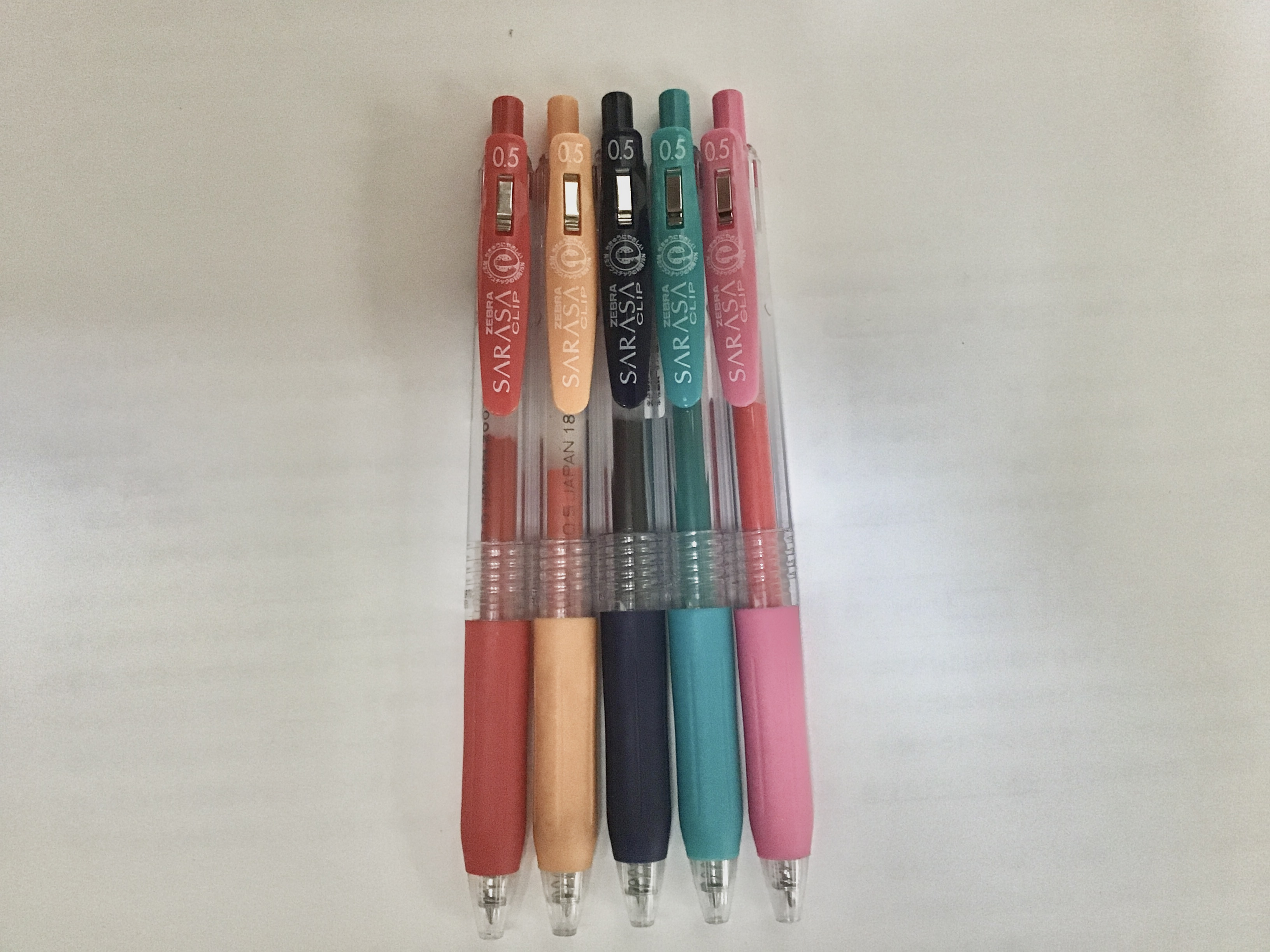
いろいろな色のサラサクリップ

カラー：黒/赤/青/ブルーブラック（0.5のみ）
替芯：JF-0.5/0.7/1.0
- サラサクリップ 0.3/0.4/0.5/0.7/1.0

カラー：黒/赤/青/ブルーブラック/（ここからは1.0の販売なし）ペールブルー/ライトブルー/緑/ライトグリーン/オレンジ/ピンク/紫/マゼンタ/ライトピンク/コバルトブルー/ビリジアン/黄/グレー/ブルーグリーン/レッドオレンジ/茶
替芯：JF-0.3/0.4/0.5/0.7/1.0
- サラサクリップ ミルクカラー 0.5

カラー：ミルクブルー/ミルクレッド/ミルクグリーン/ミルクピンク/ミルクパープル/ミルクオレンジ/ミルクホワイト/ミルクブルーグリーン
2015年6月29日発売。
- サラサクリップ ネオンカラー 0.5

カラー：ネオンイエロー/ネオングリーン/ネオンオレンジ/ネオンパープル/ネオンピンク
2016年9月16日発売。現在は生産終了。
- サラサクリップ ビンテージカラー 0.5

カラー：ブルーグレー/グリーンブラック/ダークブルー/レッドブラック/ブラウンブラック/キャメルイエロー/カシスブラック/ボルドーパープル/ダークグレー/セピアブラック
前者5色は2016年9月16日に、後者5色は2019年2月18日に発売。ダークブルーのインクは標準色のブルーブラックと同色。
替芯：JF-0.5
- サラサクリップ マーブルカラー 0.5

カラー：ブルーベリースムージー/コットンキャンディー/ハワイアンパイナップル/トロピカルマンゴー/ミントシャワー
2018年11月20日発売。3色のインクが不規則に混ざっており、使用中に色が変わる。現在は生産終了。
- サラサクリップ デコシャインカラー 0.5

カラー：金/銀/銅/シャイニーレッド/シャイニーブルー/シャイニーピンク/シャイニーオレンジ/シャイニーグリーン/シャイニーパープル/シャイニーロイヤルブルー
2021年3月8日発売。2009年から2021年まで販売されたシャイニーカラー（1.0mm）の後継品であり、筆記幅を細くしてロイヤルブルーを追加したもの。
- サラサクリップ赤い羽根 0.5

カラー：黒
2016年2月1日発売。売上の一部が赤い羽根共同募金に寄付される。軸色はミルクホワイトと同色で、クリップ部に赤い羽根が描かれている。
替芯：JF-0.5
- サラサスティック 0.3/0.4/0.5/0.7/1.0

カラー：サラサクリップの通常カラーラインナップからペールブルー除いた19色
0.3と0.4はサラサシリーズで唯一ニードルチップを搭載。現在は生産終了。
替芯：JT-0.3/0.4、JF-/0.5/0.7/1.0
- サラサ3/サラサ4 0.5

カラー：黒/赤/青/緑（サラサ4のみ）
多色タイプ。サラサ4は生産終了。
替芯：JK-0.5
- サラサ2+S/サラサ3+S 0.5

カラー：黒/赤/青（サラサ3+Sのみ）＋0.5mmシャープペン
多機能タイプ。サラサ3+Sは生産終了。
替芯：JK-0.5 替消しゴム：J
- サラサマルチ 0.4/0.5

カラー：黒/赤/青/緑＋0.5mmシャープペン
替芯：NJK-0.4/0.5 替消しゴム：J
- サラサドライ 0.4/0.5/0.7

カラー：黒/赤/青
速乾性。0.4、0.5にはパステルカラー軸も存在（インク色は黒）
替芯：JLV-0.4/0.5/0.7
- サラサグランド 0.3/0.5

カラー：黒/グリーンブラック/ダークブルー/ブラウンブラック/キャメルイエロー/カシスブラック/（ここからは0.3の販売なし）ブルーグレー/レッドブラック/ボルドーパープル/ダークグレー/セピアブラック
高級タイプ。ダークブルーのインクは標準色のブルーブラックと同色。
替芯：JF-0.3/0.5
- サラサセレクト 0.3/0.4/0.5

カラー：黒/赤/青/ブルーブラック/ペールブルー/ライトブルー/緑/ライトグリーン/オレンジ/ピンク/紫/マゼンタ/ライトピンク/コバルトブルー/黄/ブルーグリーン/レッドオレンジ/茶/（ここからは0.5のみ）シャイニーピンク/シャイニーブルー/シャイニーグリーン/金/銀/ネオングリーン/ネオンオレンジ/ネオンピンク/ネオンパープル/ネオンイエロー
2021年1月にはネオンカラーが追加。ホルダーは3色と5色。後者には0.5の赤インクが最初から内蔵されている。現在は生産終了。
替芯：NJK-0.3/0.4/0.5
- サラサマークオン 0.4/0.5

カラー：黒/赤/青
蛍光ペンで上から引いても滲まない特殊なインクを配合。
替芯：MJF-0.4/0.5
- サラサスタディ 0.5

カラー：黒/赤/青
中芯に目盛りが搭載。インクが減る度に使用者が得られる達成感をアシストする。
替芯：BJF-0.5
- サラサR 0.4/0.5

カラー：黒/赤/青/（ここからは0.5の販売なし）ブルーブラック/スカイブルー/緑/フレッシュグリーン/オレンジ/ピンク/マゼンタ/バイオレット/ブルーグレー/グリーンブラック/レッドブラック
2021年3月22日発売。商品名の由来は「濃い、鮮やか」という英語のRichからとられている。
替芯:JRV-0.4/0.5芯
- サラサナノ 0.3/0.38

カラー：黒/赤/青/オレンジ/ピンク/ブルーグレー/グリーンブラック/ダークブルー（0.38ではブルーブラック）/カシスブラック/セピアブラック/（ここからは0.38の販売なし）レッドブラック/ブラウンブラック/キャメルイエロー/ボルドーパープル/ダークグレー/（ここからは現在は販売終了）ビリジアン/緑/フレッシュグリーン/ライトグリーン/黄/レッドオレンジ/バーミリオン/ライトピンク/マゼンタ/紫/茶/グレー/コバルトブルー/ペールブルー/ライトブルー/ナイトブルー/ブルーグリーン
2021年11月5日に発売。軸の内部に「うるふわクッション」と呼ばれるスプリングを搭載しており、0.3mmの極細ペン先でも筆記時のガリガリ感を減らすことができる。また、ペンの下部には金属パーツを採用しており、低重心で書きやすくなっている。発売当初にバーミリオンインクが付属したホワイト軸の限定商品も発売された。2023年12月4日には、サラサシリーズ初の0.38mmが登場した。
替芯：JF-0.3/0.38
- サラサプチ

サラサセレクトのセット商品などに付属している。通常のサラサよりも約3.5cmほど短くなっており、グリップはついていない。インクはサラサセレクトを使用することができる。初期インクは黒、赤が存在する。
- サラサクリップ3C 0.4/0.5

カラー：黒/赤/青
2024年2月13日発売。サラサ3の後継品で、サイドスプリング機構によりスリム化している。
替芯：JK-0.4/0.5

## その他
同様の他社製品として、シグノ・ユニボールone（三菱鉛筆）、ハイテックC・ジュース（パイロット）やボールサイン（サクラクレパス）などがある。